# Franciszek Grucza (pisarz)
Franciszek Grucza, kaszub. Frãcëszk Grëcza (ur. 19 listopada 1911 w Pomieczyńskiej Hucie, zm. 23 kwietnia 1993 w Gdyni) – polski duchowny rzymskokatolicki, prałat honorowy Jego Świątobliwości, działacz i pisarz kaszubski, tłumacz czterech Ewangelii na język kaszubski.

## Życiorys
Franciszek Grucza urodził się 19 listopada 1911 roku w Pomieczyńskiej Hucie. Miał dziesięcioro rodzeństwa. Został ochrzczony w Sianowie, a potem rodzina przeprowadziła się do Gowidlina. W latach 1918–1925 Grucza uczył się w szkole podstawowej w Gowidlinie.
W domu wychowywano go w atmosferze pobożności, szacunku dla starszych i patriotyzmu. Od 1925 r. Franciszek Grucza uczęszczał do Gimnazjum i Liceum im. Króla Jana III Sobieskiego w Wejherowie. Tam zainteresował się kaszubszczyzną i teatrem, wystąpił m.in. w sztuce ks. Bernarda Sychty „Gwiôzdka ze Gduńska”. Maturę zdał w 1933, po czym poszedł do wojska, do Łodzi.
Pozostałe lata przed wojną uczył się w Seminarium Duchownym w Pelplinie. Był czołowym działaczem Koła Kaszubologów, współpracował z pismem „Zrzesz Kaszëbskô”, pomagał wydawać powieść Aleksandra Majkowskiego "Żëcé i przigodë Remusa" i „Kaszebskji pjesnjôk” Jana Trepczyka. Wiele podróżował po Szwajcarii Kaszubskiej, organizował też kaszubskie przedstawienia teatralne, m.in. w Gowidlinie, gdzie w 1935 r. wystawił sztukę na podstawie poematu „Wo Panu Czorlińskim, co do Pucka po séce jachôł” H. Derdowskiego. Później napisał też i wystawił własną sztukę pt. „Cholera”, która zaginęła. W 1937 r. wystawił w Kartuzach sławną sztukę ks. B. Sychty „Hanka sę żeni”.
4 czerwca 1939 r. otrzymał święcenia prezbiteratu z rąk ordynariusza gdańskiego bp. Karola Spletta, zaś 6 czerwca 1939 r. odbył uroczystą prymicję w swej rodzinnej parafii w Gowidlinie. Przybyli na nią liczni działacze kaszubscy, ukazało się też okolicznościowe wydawnictwo Do Pamjętnika. Przed wojną pracował jeszcze w parafiach Lignowy i Piece. Potem wyjechał do Gowidlina, ale został aresztowany i przebywał w więzieniu w Starogardzie. Jego ojciec Jan Grucza wydostał go stamtąd dzięki starym pruskim dokumentom.
Następnie biskup gdański mianował go proboszczem w Gowidlinie i okolicznych parafiach.
Ks. Franciszek Grucza zaczął współpracę z „Gryfem Pomorskim”, dbał też o zachowanie kaszubskiej kultury wśród wiernych. Równocześnie został zmuszony do podpisania volkslisty w 1942 roku. W 1943 r. wyjechał do Niemiec, by przeczekać zagrożenie. Wrócił i 21 czerwca 1944 r. aresztowano go i posłano do obozu koncentracyjnego Stutthof. Przebywał tam w grupie księży i pełnił konspiracyjne praktyki religijne. W styczniu został wysłany wraz z innymi więźniami na marsz śmierci. Uciekł z niego w Kczewie k. Przodkowa i ukrywał się w rodzinnych okolicach.
W lipcu 1945 roku został wikariuszem w archikatedrze w Gdańsku-Oliwie, nauczał też religii w szkole i prowadził chór. Pod koniec roku 1946 został proboszczem nowej parafii w Sopocie pw. Najświętszego Serca Pana Jezusa przy ul. Malczewskiego. Wyremontował jej kościół, zbudował też plebanię. W parafii prowadził ożywioną działalność duszpasterską, organizował też pielgrzymki m.in. od 1946 roku. do Wejherowa. Pisał o nich w prasie. Był też wizytatorem w szkołach. W 1946 roku wziął też czynny udział w Kongresie Kaszubskim w tymże Wejherowie.
W 1959 roku został szefem kościelnej komisji ds. muzyki i śpiewu. Organizował chóry i uczył organistów. W 1960 roku został dziekanem gdańskim i był nim do 1978 roku. Bardzo aktywnie działał w pracy duszpasterskiej i organizacyjnej Kościoła na Pomorzu. Udzielał się m.in. podczas nabożeństw ku czci zamordowanych więźniów Stutthofu. Wiele osób pamięta jego niepozorny wygląd i drobną sylwetkę, ale donośny i zdecydowany głos oraz twarde przekonania.
Pod koniec 1961 roku ks. Franciszek Grucza został szambelanem papieża Jana XXIII. Później otrzymał też godność prałata jego świątobliwości. W 1966 roku doprowadził do koronacji figury Matki Boskiej Sianowskiej. Napisał na jej cześć kilka wierszy. Już przed wojną Franciszek Grucza zaczął tworzyć nowele po kaszubsku. Pisał je od 1935 roku i publikował głównie w piśmie Zrzesz Kaszëbskô. Używał pseudonimów Barnim, Gowit, Klenjocz i Woltóvk.
Od sierpnia 1983 roku ks. Grucza przebywał na emeryturze i mieszkał jako rezydent w swej sopockiej parafii. A na stanowisku proboszcza zastąpił go ks. Paweł Pierzchała decyzją biskupa diecezjalnego Tadeusza Gocłowskiego. 20 października 1984 roku odprawił pierwszą Mszę św. w języku kaszubskim w kościele św. Józefa w miejscowości Wygoda Łączyńska. Rok później napisał książkę do nabożeństwa „Mszô Swjętô w jęzëku kaszëbsczim”. Potem zajął się tłumaczeniem Biblii na język kaszubski. Wydał ją w l. 1991-1992 jako „Kaszëbskô Biblëjô. Nowi Testament. IV Ewanjelje”. Wcześniej korektę tekstu zgodnie z systemem ortograficznym przyjętym przez ks. Gruczę wykonał m.in. prof. Jerzy Treder. Jednak tłumaczenie to spotkało się z krytyką na łamach miesięcznika „Pomerania”, głównie prof. Edwarda Brezy. Pozytywną opinię wyraził m.in. prof. Witold Mańczak. Autor przedstawił książkę na II Kongresie Kaszubskim w Gdańsku, w którym wziął udział w czerwcu 1992 roku.
Zmarł 23 kwietnia 1993 roku w Gdyńskim Szpitalu Morskim im. PCK. Pochowany został na Cmentarzu komunalnym przy kościele NSPJ w Sopocie, której był długoletnim proboszczem (kwatera L1-K-1).

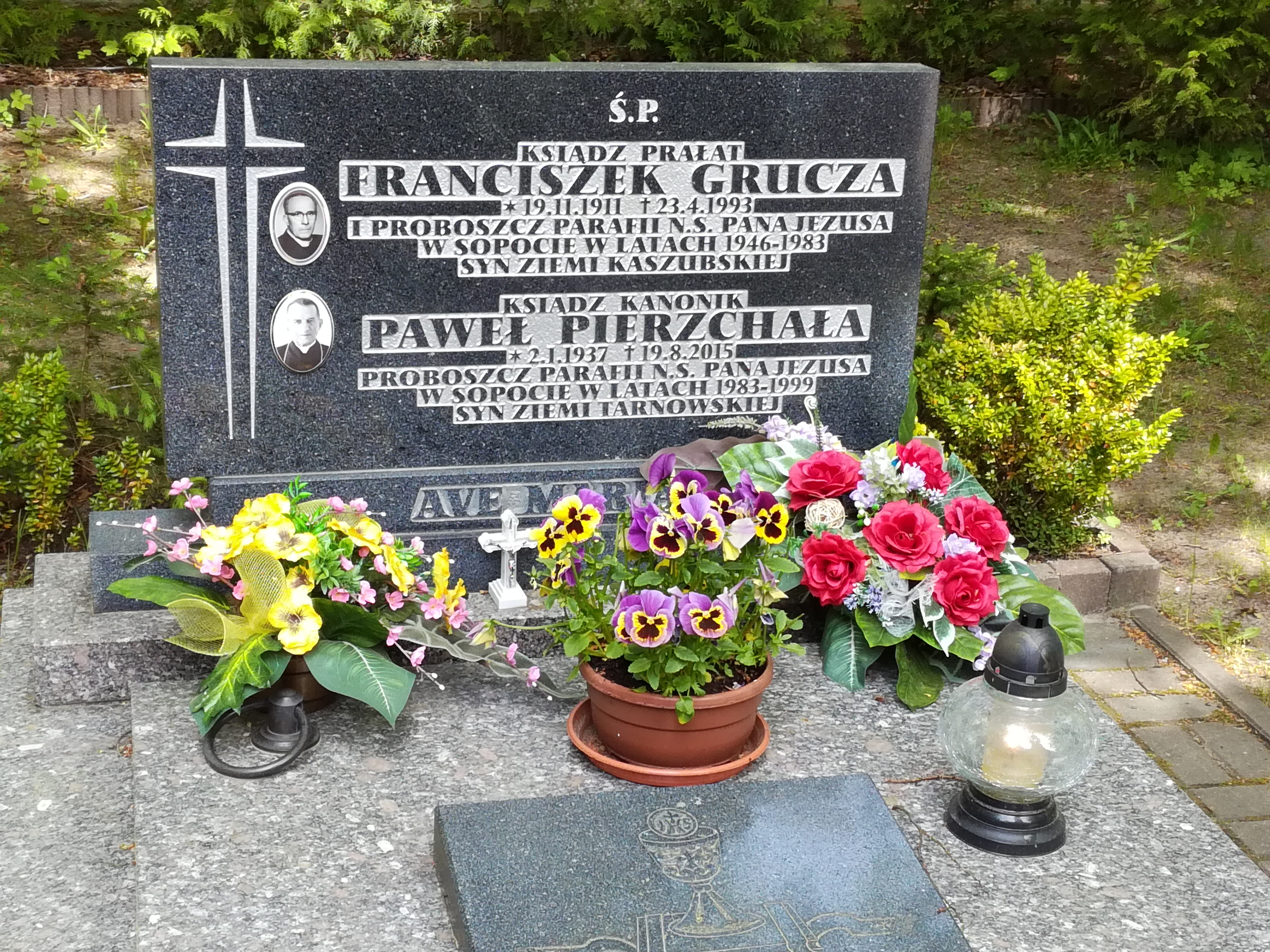
Grób ks. Franciszka Gruczy na Cmentarzu Komunalnym w Sopocie

## Upamiętnienie
23 kwietnia 1996 w kościele NSPJ w Sopocie wmurowano pamiątkową tablicę ku jego pamięci oraz nadano placowi przed kościołem nazwę „Plac ks. Prałata Franciszka Gruczy”.
W kwietniu 2008 r. ukazała się książka Eugeniusza Pryczkowskiego pt. „Kaszubski Kordecki”, poświęcona ks. Franciszkowi Gruczy.